# 阪田貞一

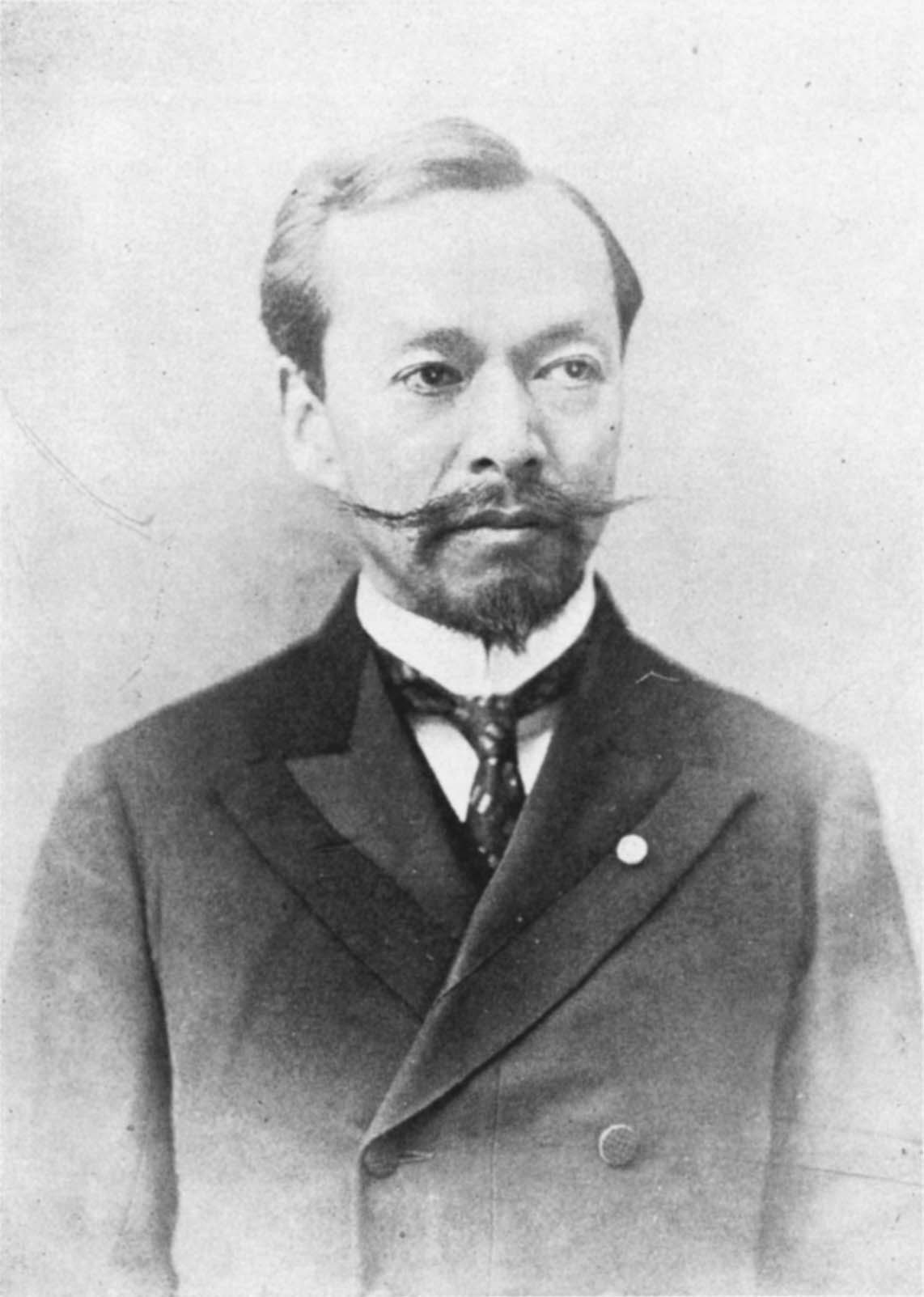
阪田貞一

阪田 貞一（さかた ていいち、1857年10月14日（安政4年8月27日） - 1920年（大正9年）12月1日）は、明治-大正期の日本の工学者。

## 経歴
江戸（後の東京府東京市、現・東京都区部）生まれ。阪田長十郎の二男、阪田貞明の叔父。工部大学校（東京大学工学部の前身の1つ）卒業。1890年、欧米に留学し機械工学を研究。帰国後、東京工業学校教授。のち同校の校長や後身の東京高等工業学校（現: 東京工業大学）校長などを務めた。
日本機械学会の第3、15、18、20、23期幹事長を務めた。
1920年12月1日、胃潰瘍の療養中に心臓麻痺で死去、享年63歳。

## 栄典
- 1915年（大正4年）12月28日 - 正四位[8]

## 著書

### 単著
- 『鉄材重量表』丸善、1888年6月。NDLJP:845494。

### 翻訳
- Charles E. Lucke『動力』大日本文明協会、1913年10月。

### 校閲
- 一戸清方『工場用材料』阪田貞一・河合鈰太郎校閲、共益商社、1897年8月。NDLJP:845438。
  - 一戸清方『工場用材料』阪田貞一・河合鈰太郎校閲（増補再版）、建築書院、1906年11月。NDLJP:845439。
- 小林豊造『実用機械学』阪田貞一校閲、金港堂書籍、1903年10月。